# Dicyphus usingeri
Dicyphus usingeri är en insektsart som beskrevs av Knight 1943. Dicyphus usingeri ingår i släktet Dicyphus och familjen ängsskinnbaggar. Inga underarter finns listade i Catalogue of Life.